# GIV-5514
La GIV-5514 és una curta carretera antigament anomenada provincial, actualment gestionada per la Generalitat de Catalunya. Les lletres GI corresponen a la demarcació territorial de Girona i la V al seu antic caràcter de veïnal. Discorre íntegrament pel terme municipal de Riudarenes, a la comarca de la Selva.
Té l'origen en el Raval de l'Esparra, a ponent de Riudarenes. Arrenca de l'extrem de ponent d'aquest raval, des d'on fa tota la volta pel nord del veïnat, i emprèn cap a llevant per després anar-se decantant cap al sud-est. Passa pel costat nord de la Torre de l'Esparra, i alternant la direcció est i la sud-est, mena a Riudarenes en 6,9 quilòmetres de recorregut. A l'eixida de Riudarenes travessa la riera de Santa Coloma.